# David Holoubek
David Holoubek (Humpolec, 8 giugno 1980) è un allenatore di calcio ceco.

## Statistiche

### Statistiche da allenatore
Statistiche aggiornate al 9 settembre 2023; in grassetto le competizioni vinte.
| Stagione              | Squadra               | Campionato            | Campionato | Campionato | Campionato | Campionato | Coppe nazionali | Coppe nazionali | Coppe nazionali | Coppe nazionali | Coppe nazionali | Coppe continentali | Coppe continentali | Coppe continentali | Coppe continentali | Coppe continentali | Altre coppe | Altre coppe | Altre coppe | Altre coppe | Altre coppe | Totale | Totale | Totale | Totale | % Vittorie | Piazzamento |
| Stagione              | Squadra               | Comp                  | G          | V          | N          | P          | Comp            | G               | V               | N               | P               | Comp               | G                  | V                  | N                  | P                  | Comp        | G           | V           | N           | P           | G      | V      | N      | P      | %          | Piazzamento |
| --------------------- | --------------------- | --------------------- | ---------- | ---------- | ---------- | ---------- | --------------- | --------------- | --------------- | --------------- | --------------- | ------------------ | ------------------ | ------------------ | ------------------ | ------------------ | ----------- | ----------- | ----------- | ----------- | ----------- | ------ | ------ | ------ | ------ | ---------- | ----------- |
| set.-ott. 2016        | Sparta Praga          | 1.L                   | 4          | 2          | 1          | 1          | CRC             | 2               | 1               | 0               | 1               | UEL                | 2                  | 2                  | 0                  | 0                  | -           | -           | -           | -           | -           | 8      | 5      | 1      | 2      | 62,50      | Interim     |
| feb.-mag. 2018        | Slovan Liberec        | 1.L                   | 14         | 4          | 4          | 6          | CRC             | 1               | 0               | 0               | 1               | -                  | -                  | -                  | -                  | -                  | -           | -           | -           | -           | -           | 15     | 4      | 4      | 7      | 26,67      | Sub, 6°     |
| 2018-2019             | Ružomberok            | SL                    | 32         | 15         | 11         | 6          | SP              | 3               | 2               | 0               | 1               | -                  | -                  | -                  | -                  | -                  | -           | -           | -           | -           | -           | 35     | 17     | 11     | 7      | 48,57      | 3°          |
| feb.-mag. 2024        | Mladá Boleslav        | 1.L                   | 16+1       | 5+1        | 5          | 6          | CRC             | 0               | 0               | 0               | 0               | -                  | -                  | -                  | -                  | -                  | -           | -           | -           | -           | -           | 17     | 6      | 5      | 6      | 35,29      | Sub, 5°     |
| lug.-ago. 2024        | Mladá Boleslav        | 1.L                   | 5          | 2          | 0          | 3          | CRC             | 0               | 0               | 0               | 0               | UECL               | 5                  | 3                  | 2                  | 0                  | -           | -           | -           | -           | -           | 10     | 5      | 2      | 3      | 50,00      | Resc.       |
| Totale Mlada Boleslav | Totale Mlada Boleslav | Totale Mlada Boleslav | 21+1       | 7+1        | 5          | 9          |                 | 0               | 0               | 0               | 0               |                    | 5                  | 3                  | 2                  | 0                  |             | -           | -           | -           | -           | 27     | 11     | 7      | 9      | 40,74      |             |
| Totale carriera       | Totale carriera       | Totale carriera       | 72         | 29         | 21         | 22         |                 | 6               | 3               | 0               | 3               |                    | 7                  | 5                  | 2                  | 0                  |             | -           | -           | -           | -           | 85     | 37     | 23     | 25     | 43,53      |             |